# Himekishi-sama no Himo
Himekishi-sama no Himo (姫騎士様のヒモ?) es una serie de novelas ligeras japonesas escritas por Tōru Shirogane e ilustradas por Saki Mashima. Comenzó a publicarse bajo el sello de novelas ligeras Dengeki Bunko de ASCII Media Works en febrero de 2022. Una adaptación a manga ilustrada por Keyyang comenzó a serializarse en el sitio web de manga ComicWalker de Kadokawa en septiembre de 2022. Una adaptación de la serie al anime producida por Blade ha sido anunciada.

## Personajes
Matthew (マシュー Mashū?)
 Seiyū: Jun'ichi Suwabe
Arwin (アルウィン Arūin?)
 Seiyū: Mikako Komatsu

## Contenido de la obra

### Novela ligera
Escrita por Tōru Shirogane e ilustrada por Saki Mashima, Himekishi-sama no Himo comenzó a publicarse bajo el sello de novelas ligeras Dengeki Bunko de ASCII Media Works el 10 de febrero de 2022. Se han publicado cinco volúmenes hasta la fecha.
Durante su panel en la Anime Expo 2023, Yen Press anunció que habían licenciado la serie para su publicación en inglés.

#### Lista de volúmenes
| Volúmenes de novelas ligeras publicadas | Volúmenes de novelas ligeras publicadas | Volúmenes de novelas ligeras publicadas |
| Número                                  | Fecha de lanzamiento                    | ISBN                                    |
| --------------------------------------- | --------------------------------------- | --------------------------------------- |
| 1                                       | 10 de febrero de 2022                   | ISBN 978-4-04-914215-0                  |
| 2                                       | 10 de junio de 2022                     | ISBN 978-4-04-914400-0                  |
| 3                                       | 10 de noviembre de 2022                 | ISBN 978-4-04-914584-7                  |
| 4                                       | 7 de abril de 2023                      | ISBN 978-4-04-914869-5                  |
| 5                                       | 8 de septiembre de 2023                 | ISBN 978-4-04-915143-5                  |

### Manga
Una adaptación a manga ilustrada por Keyyang comenzó a serializarse en el sitio web de manga ComicWalker de Kadokawa el 9 de septiembre de 2022. Los capítulos del manga han sido recopilados por ASCII Media Works en tres volúmenes tankōbon hasta la fecha.
Durante su panel en Anime NYC 2023, Yen Press anunció que también habían obtenido la licencia de la adaptación del manga para su publicación en inglés.

#### Lista de volúmenes
| Volúmenes de manga publicados | Volúmenes de manga publicados | Volúmenes de manga publicados |
| Número                        | Fecha de lanzamiento          | ISBN                          |
| ----------------------------- | ----------------------------- | ----------------------------- |
| 1                             | 25 de febrero de 2023         | ISBN 978-4-04-914909-8        |
| 2                             | 26 de octubre de 2023         | ISBN 978-4-04-915269-2        |
| 3                             | 26 de diciembre de 2024       | ISBN 978-4-04-916009-3        |

### Anime
El 16 de febrero de 2025, se anunció una adaptación de la serie al anime durante el evento de transmisión en vivo "Dengeki Bunko Winter Festival 2025". La serie está producida por Blade y dirigida por Chihiro Kumano, con Deko Akao a cargo de la composición de la serie y Hisao Ishii diseñando los personajes.

## Recepción
La serie ganó el Gran Premio en la 28.ª edición de la Dengeki Novel Prize en 2021.